# Neferkaure
Neferkaure (eller Neferkaura) var en farao i det gamla Egypten under Första mellantiden. Enligt Abydoslistan och den senaste rekonstruktionen av Turinpapyrusen av den danske egyptologen Kim Ryholt, så var han den femtonde kungen av de kombinerade sjunde och åttonde dynastierna. Denna åsikt delas av egyptologerna Jürgen von Beckerath, Thomas Schneider och Darell D. Baker. Som farao under sjunde eller åttonde dynastin var staden Memfis Neferkaures huvudsakliga maktbas och han hade antagligen ej makt över hela Egypten.

## Fynd

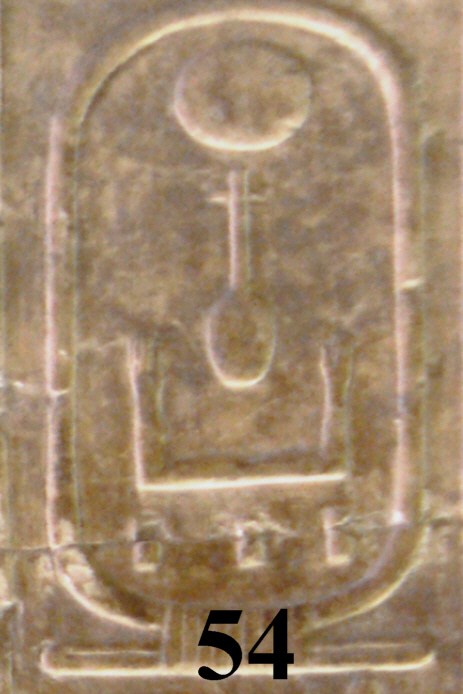
Kartusch nr 54 i Abydos kungalista: Neferkaure (Nfr-k3.w-Rˁ) — "med Re's fullständiga Ka-krafter"

Neferkaures namn står i kartusch nummer 54 i Abydoslistan, en kungalista som är nedtecknad 900 år efter första mellantiden (under Seti I:s regeringstid).
Neferkaures namn saknas i en av många luckor på den fragmenterade Turinpapyrusen (i detta fall: kolumn 5, rad 11 i dokumentet). Längden på Neferkaures regeringstid är dock bevarad, med "4 år, 2 månader och 0 dagar".
Neferkaure är känd från en samtida inskription, ett fragmenterat dekret nedtecknat på en kalkstensskiva, känt som Koptosdekretet. Detta dokument gällde offergåvor till Min-templet i Koptos. Ett av två existerande fragment av dekretet donerades av Edward Harkness till Metropolitan Museum of Art, där det nu visas i Galleri 103.
Dekretet dateras till Neferkaures fjärde regeringsår, vilket är den längsta noterade perioden som någon kung under 7:e/8:e dynastin beräknas ha regerat. Den första delen av Neferkaures horusnamn är klart och tydligt bevarad, medan den andra delen av namnet är omdebatterad. Jürgen von Beckerath nämner endast den första delen, vilket utläses Kha[...], medan Darrel D. Baker och  William C. Hayes hävdar att hela namnet ska läsas Khabau. Dekretet är adresserat till guvernören av Övre Egypten, Shemay, när Neferkaure ber om att offergåvor regelbundet bör ges åt guden Min samt sedan eventuellt till en staty av kungen.